# Сировинна теорія
Сирови́нна тео́рія (англ. Staple Theory) — економічна теорія, в якій основними категоріями є поняття промислових секторів, орієнтованих на видобуток природних ресурсів.

## Опис
Концепцію «сировинної» теорії сформулював канадський економіст-історик Гарольд Адамс Інніс. У 1930 році він опублікував працю «Торгівля хутром в Канаді: вступ в канадську економічну історію» («The Fur trade in Canada: An introduction to Canadian Economic History»). У розвиток цієї теорії внесли істотний внесок такі вчені, як Х. Ваткінса, Д. Ґрант, К. Баклі, М. Альтман та інші.
У дослідженні Х. А. Інніс вказується, що освоєння території Канади відбувалося завдяки попиту на канадське хутро в європейських країнах. Гроші, які приносив хутряний експорт, йшли на будівництво «цивілізованого» канадського суспільства. Реальне об'єднання нації відбулося у зв'язку з будівництвом канадської тихоокеанської залізниці (закінчилося в 1885 р.), яка охопила всю територію країни. Згодом спектр сировинного експорту розширювався: як товари додалося деревина, пшениця, корисні копалини, енергетичні ресурси. Диверсифікація експорту і розвиток внутрішньої економіки за рахунок експортних доходів сприяло зниженню залежності Канади від зовнішньоторговельної кон'юнктури.
Сировинна теорія фактично описує одну з ланок еволюції локальної економіки. Сама по собі еволюція не дає гарантій досягнення того чи іншого результату і орієнтація економіки регіону на сировинний експорт не є гарантією її процвітання в майбутньому. Тим не менш, приплив експортних прибутків може стати джерелом розвитку регіону, так як з'являється серйозна мотивація експортерів для інвестування у внутрішню економіку.